# Hartley Bay
 (janvier 2022).
Si vous disposez d'ouvrages ou d'articles de référence ou si vous connaissez des sites web de qualité traitant du thème abordé ici, merci de compléter l'article en donnant les références utiles à sa vérifiabilité et en les liant à la section « Notes et références ».
Hartley Bay est un village situé dans la province de la Colombie-Britannique, sur la Côte (Colombie-Britannique).